# Terminalia kjellbergii
Terminalia kjellbergii är en tvåhjärtbladig växtart som beskrevs av Arthur Wallis Exell. Terminalia kjellbergii ingår i släktet Terminalia och familjen Combretaceae. Inga underarter finns listade i Catalogue of Life.